# جيرو ديل ترينتينو 2021
جيرو ديل ترينتينو 2021 (بالإيطالية: Tour of the Alps 2021)‏ هو سباق دراجات هوائية، وهو الموسم رقم 44 من جيرو ديل ترينتينو، وأقيم خلال الفترة 19 أبريل 2021، وحتى 23 أبريل 2021، وامتدّ لمسافة 713.6 كيلومتر، وهو أحد سباقات سلسلة سباقات الاتحاد الدولي للدراجات للمحترفين 2021، وشارك فيه 143 متسابقاً ووصل إلى نهايته 116 متسابقاً.
فاز فيه بالمركز الأول سيمون ييتس، وبالمركز الثاني بيلو بلباو، وبالمركز الثالث ألكساندر فلاسوف، والفائز حسب ترتيب السرعة فيليكس إنغلهارت، والفائز حسب ترتيب النقاط للشباب ألكساندر سيبيدا، والفائز حسب ترتيب التسلق أليساندرو دي مارشي، والفريق الفائز في ترتيب الفرق فريق إنيوس.

## الفرق
| فرق عالمية (13)- Astana-Premier Tech - Bora-Hansgrohe - Bahrain Victorious - Team BikeExchange - EF Education-Nippo - Groupama-FDJ - Ineos Grenadiers - Israel Start-Up Nation - Qhubeka Assos - Trek-Segafredo - UAE Team Emirates - AG2R Citroën Team - Team DSM فرق برو (7)- 2021 أندروني جوكاتولي-سيدرمك ‏ - Arkéa-Samsic - Bardiani CSF Faizanè - كاجا رورال-سيغوروس 2021 ‏ - فريق إيولو كوميت لركوب الدراجات 2021 ‏ - غازبروم روسفيلو 2021 ‏ - أونو اكس برو سايكلنج تيم 2021 ‏ فريق قاري- فريق تيرول كيه تي إم للدراجات ‏ |  |
| |  |

## المراحل
| قائمة المراحل | قائمة المراحل | قائمة المراحل            | قائمة المراحل      | قائمة المراحل | قائمة المراحل      | قائمة المراحل |
| المرحلة       | التاريخ       | الدورة                   |                    | المسافة (كم)  | الفائز بالمرحلة    | القائد العام  |
| ------------- | ------------- | ------------------------ | ------------------ | ------------- | ------------------ | ------------- |
| مرحلة 1       | 19 أبريل      | بريكسن – إنسبروك         | مرحلة جبلية        | 140٫6         | جياني موسكون       | جياني موسكون  |
| مرحلة 2       | 20 أبريل      | إنسبروك – Kaunertal ‏     | مرحلة جبلية        | 121٫5         | سيمون ييتس         | سيمون ييتس    |
| مرحلة 3       | 21 أبريل      | Imst ‏ – ناتورنز          | مرحلة جبلية        | 162           | جياني موسكون       | سيمون ييتس    |
| مرحلة 4       | 22 أبريل      | ناتورنز – Pieve di Bono ‏ | مرحلة جبلية        | 168٫6         | بيلو بلباو         | سيمون ييتس    |
| مرحلة 5       | 23 أبريل      | Idro ‏ – ريفا دل غاردا    | مرحلة جبلية متوسطة | 120٫9         | فيليكس جروس شارتنر | سيمون ييتس    |

## النتيجة

### مرحلة 1
هي مرحلة جبلية، أقيمت في 19 أبريل 2021، وامتدّت لمسافة 140.6 كيلومتر. فاز بالمرحلة جياني موسكون، وكان متصدر الترتيب العام في نهاية المرحلة جياني موسكون، وكان متصدر ترتيب التسلق أليساندرو دي مارشي، وكان متصدر ترتيب السرعة فيليكس إنغلهارت، وكان متصدر ترتيب النقاط للشباب Idar Andersen ‏، وكان متصدر ترتيب الفرق بردياني سي إس إف فايزاني 2021 ‏.
| التصنيف العام         | التصنيف العام             | التصنيف العام | التصنيف العام           | التصنيف العام     |
| العداء                | العداء                    | البلد         | الفريق                  | الوقت             |
| --------------------- | ------------------------- | ------------- | ----------------------- | ----------------- |
| 1                     | جياني موسكون              | إيطاليا       | Ineos Grenadiers        | 3 س 29 دقيقة 14 ث |
| 2                     | Idar Andersen ‏            | النرويج       | Uno-X Pro Cycling Team  | + 4 ث             |
| 3                     | Aleksandr Riabushenko ‏    | بيلاروس       | فريق الإمارات           | + 6 ث             |
| 4                     | فابيو فلين                | إيطاليا       | Astana-Premier Tech     | + 10 ث            |
| 5                     | نيك شولتز                 | أستراليا      | Team BikeExchange       | + 10 ث            |
| 6                     | إنريكو باتاغلين           | إيطاليا       | Bardiani CSF Faizanè    | + 10 ث            |
| 7                     | جيانلوكا برامبيلا         | إيطاليا       | تريك سيغافريدو          | + 10 ث            |
| 8                     | روبن جيريرو               | البرتغال      | EF Education-Nippo      | + 10 ث            |
| 9                     | Natnael Tesfatsion ‏       | إريتريا       | أندروني جوكاتولي-سيدرمك | + 10 ث            |
| 10                    | ريناردت جانس فان رينسبورغ | جنوب أفريقيا  | Qhubeka Assos           | + 10 ث            |
| مصدر: ProCyclingStats |                           |               |                         |                   |

### مرحلة 2
هي مرحلة جبلية، أقيمت في 20 أبريل 2021، وامتدّت لمسافة 121.5 كيلومتر. فاز بالمرحلة سيمون ييتس، وكان متصدر الترتيب العام في نهاية المرحلة سيمون ييتس، وكان متصدر ترتيب التسلق سيمون ييتس، وكان متصدر ترتيب السرعة فيليكس إنغلهارت، وكان متصدر ترتيب النقاط للشباب ألكساندر سيبيدا، وكان متصدر ترتيب الفرق بايك إكسشاينج 2021 ‏.
| التصنيف العام         | التصنيف العام   | التصنيف العام   | التصنيف العام           | التصنيف العام     |
| العداء                | العداء          | البلد           | الفريق                  | الوقت             |
| --------------------- | --------------- | --------------- | ----------------------- | ----------------- |
| 1                     | سيمون ييتس      | المملكة المتحدة | Team BikeExchange       | 6 س 46 دقيقة 56 ث |
| 2                     | بافل سيفاكوف    | روسيا           | Ineos Grenadiers        | + 45 ث            |
| 3                     | دان مارتن       | جمهورية أيرلندا | Israel Start-Up Nation  | + 1 دقيقة 04 ث    |
| 4                     | ألكساندر فلاسوف | روسيا           | Astana-Premier Tech     | + 1 دقيقة 08 ث    |
| 5                     | ألكساندر سيبيدا | الإكوادور       | أندروني جوكاتولي-سيدرمك | + 1 دقيقة 08 ث    |
| 6                     | جاي هيندلي      | أستراليا        | Team DSM                | + 1 دقيقة 27 ث    |
| 7                     | هيو كارثي       | المملكة المتحدة | EF Education-Nippo      | + 1 دقيقة 27 ث    |
| 8                     | نيك شولتز       | أستراليا        | Team BikeExchange       | + 1 دقيقة 52 ث    |
| 9                     | روبن جيريرو     | البرتغال        | EF Education-Nippo      | + 1 دقيقة 52 ث    |
| 10                    | بيلو بلباو      | إسبانيا         | Bahrain Victorious      | + 1 دقيقة 52 ث    |
| مصدر: ProCyclingStats |                 |                 |                         |                   |

### مرحلة 3
هي مرحلة جبلية، أقيمت في 21 أبريل 2021، وامتدّت لمسافة 162.0 كيلومتر. فاز بالمرحلة جياني موسكون، وكان متصدر الترتيب العام في نهاية المرحلة سيمون ييتس، وكان متصدر ترتيب التسلق أليساندرو دي مارشي، وكان متصدر ترتيب السرعة فيليكس إنغلهارت، وكان متصدر ترتيب النقاط للشباب ألكساندر سيبيدا، وكان متصدر ترتيب الفرق فريق إنيوس 2021 ‏.
| التصنيف العام         | التصنيف العام   | التصنيف العام   | التصنيف العام           | التصنيف العام      |
| العداء                | العداء          | البلد           | الفريق                  | الوقت              |
| --------------------- | --------------- | --------------- | ----------------------- | ------------------ |
| 1                     | سيمون ييتس      | المملكة المتحدة | Team BikeExchange       | 10 س 52 دقيقة 10 ث |
| 2                     | بافل سيفاكوف    | روسيا           | Ineos Grenadiers        | + 45 ث             |
| 3                     | بيلو بلباو      | إسبانيا         | Bahrain Victorious      | + 1 دقيقة 04 ث     |
| 4                     | دان مارتن       | جمهورية أيرلندا | Israel Start-Up Nation  | + 1 دقيقة 04 ث     |
| 5                     | ألكساندر فلاسوف | روسيا           | Astana-Premier Tech     | + 1 دقيقة 08 ث     |
| 6                     | ألكساندر سيبيدا | الإكوادور       | أندروني جوكاتولي-سيدرمك | + 1 دقيقة 08 ث     |
| 7                     | جاي هيندلي      | أستراليا        | Team DSM                | + 1 دقيقة 27 ث     |
| 8                     | هيو كارثي       | المملكة المتحدة | EF Education-Nippo      | + 1 دقيقة 27 ث     |
| 9                     | روبن جيريرو     | البرتغال        | EF Education-Nippo      | + 1 دقيقة 52 ث     |
| 10                    | نيك شولتز       | أستراليا        | Team BikeExchange       | + 1 دقيقة 52 ث     |
| مصدر: ProCyclingStats |                 |                 |                         |                    |

### مرحلة 4
هي مرحلة جبلية، أقيمت في 22 أبريل 2021، وامتدّت لمسافة 168.6 كيلومتر. فاز بالمرحلة بيلو بلباو، وكان متصدر الترتيب العام في نهاية المرحلة سيمون ييتس، وكان متصدر ترتيب التسلق مارتون دينا، وكان متصدر ترتيب السرعة فيليكس إنغلهارت، وكان متصدر ترتيب النقاط للشباب ألكساندر سيبيدا، وكان متصدر ترتيب الفرق فريق إنيوس 2021 ‏.
| التصنيف العام         | التصنيف العام   | التصنيف العام   | التصنيف العام           | التصنيف العام      |
| العداء                | العداء          | البلد           | الفريق                  | الوقت              |
| --------------------- | --------------- | --------------- | ----------------------- | ------------------ |
| 1                     | سيمون ييتس      | المملكة المتحدة | Team BikeExchange       | 15 س 31 دقيقة 48 ث |
| 2                     | بيلو بلباو      | إسبانيا         | Bahrain Victorious      | + 58 ث             |
| 3                     | ألكساندر فلاسوف | روسيا           | Astana-Premier Tech     | + 1 دقيقة 06 ث     |
| 4                     | ألكساندر سيبيدا | الإكوادور       | أندروني جوكاتولي-سيدرمك | + 2 دقيقة 18 ث     |
| 5                     | بافل سيفاكوف    | روسيا           | Ineos Grenadiers        | + 2 دقيقة 37 ث     |
| 6                     | هيو كارثي       | المملكة المتحدة | EF Education-Nippo      | + 2 دقيقة 37 ث     |
| 7                     | نيرو كوينتانا   | كولومبيا        | اركيا سامسيك            | + 2 دقيقة 54 ث     |
| 8                     | روبن جيريرو     | البرتغال        | EF Education-Nippo      | + 3 دقيقة 12 ث     |
| 9                     | رومان بارديه    | فرنسا           | Team DSM                | + 3 دقيقة 12 ث     |
| 10                    | نيك شولتز       | أستراليا        | Team BikeExchange       | + 3 دقيقة 36 ث     |
| مصدر: ProCyclingStats |                 |                 |                         |                    |

### مرحلة 5
هي مرحلة جبلية متوسطة، أقيمت في 23 أبريل 2021، وامتدّت لمسافة 120.9 كيلومتر. فاز بالمرحلة فيليكس جروس شارتنر، وكان متصدر الترتيب العام في نهاية المرحلة سيمون ييتس.
| التصنيف العام         | التصنيف العام | التصنيف العام | التصنيف العام | التصنيف العام |
| العداء                | العداء        | البلد         | الفريق        | الوقت         |
| --------------------- | ------------- | ------------- | ------------- | ------------- |
| مصدر: ProCyclingStats |               |               |               |               |

## التصنيف العام النهائي
| التصنيف العام         | التصنيف العام   | التصنيف العام   | التصنيف العام           | التصنيف العام      |
| العداء                | العداء          | البلد           | الفريق                  | الوقت              |
| --------------------- | --------------- | --------------- | ----------------------- | ------------------ |
| 1                     | سيمون ييتس      | المملكة المتحدة | Team BikeExchange       | 18 س 36 دقيقة 06 ث |
| 2                     | بيلو بلباو      | إسبانيا         | Bahrain Victorious      | + 58 ث             |
| 3                     | ألكساندر فلاسوف | روسيا           | Astana-Premier Tech     | + 1 دقيقة 06 ث     |
| 4                     | ألكساندر سيبيدا | الإكوادور       | أندروني جوكاتولي-سيدرمك | + 2 دقيقة 25 ث     |
| 5                     | هيو كارثي       | المملكة المتحدة | EF Education-Nippo      | + 2 دقيقة 37 ث     |
| 6                     | بافل سيفاكوف    | روسيا           | Ineos Grenadiers        | + 2 دقيقة 44 ث     |
| 7                     | نيرو كوينتانا   | كولومبيا        | اركيا سامسيك            | + 2 دقيقة 54 ث     |
| 8                     | روبن جيريرو     | البرتغال        | EF Education-Nippo      | + 3 دقيقة 12 ث     |
| 9                     | رومان بارديه    | فرنسا           | Team DSM                | + 3 دقيقة 12 ث     |
| 10                    | نيك شولتز       | أستراليا        | Team BikeExchange       | + 3 دقيقة 36 ث     |
| مصدر: ProCyclingStats |                 |                 |                         |                    |

### تصنيف الجبال
| تصنيف الجبال          | تصنيف الجبال       | تصنيف الجبال    | تصنيف الجبال             | تصنيف الجبال |
| العداء                | العداء             | البلد           | الفريق                   | النقاط       |
| --------------------- | ------------------ | --------------- | ------------------------ | ------------ |
| 1                     | أليساندرو دي مارشي | إيطاليا         | Israel Start-Up Nation   | 25 نقطة      |
| 2                     | مارتون دينا        | المجر           | Eolo-Kometa              | 16 نقطة      |
| 3                     | سيمون ييتس         | المملكة المتحدة | Team BikeExchange        | 14 نقطة      |
| 4                     | روبن تومسون (دراج) | نيوزيلندا       | Groupama-FDJ Continental | 10 نقطة      |
| 5                     | تيبو بينو          | فرنسا           | Groupama-FDJ             | 10 نقطة      |
| مصدر: ProCyclingStats |                    |                 |                          |              |

## تصنيف الفرق

### الفرق حسب الوقت
| تصنيف الفرق حسب الوقت | تصنيف الفرق حسب الوقت | تصنيف الفرق حسب الوقت | تصنيف الفرق حسب الوقت |
| الفريق                | الفريق                | البلد                 | الوقت                 |
| --------------------- | --------------------- | --------------------- | --------------------- |
| 1                     | Ineos Grenadiers      | المملكة المتحدة       | 56 س 01 دقيقة 17 ث    |
| 2                     | Team DSM              | هولندا                | + 1 دقيقة 49 ث        |
| 3                     | Astana-Premier Tech   | سويسرا                | + 7 دقيقة 26 ث        |
| 4                     | AG2R Citroën Team     | فرنسا                 | + 9 دقيقة 18 ث        |
| 5                     | Team BikeExchange     | أستراليا              | + 9 دقيقة 51 ث        |
| مصدر: ProCyclingStats |                       |                       |                       |

## تصانيف فرعية

### تصنيف أفضل عداء
| تصنيف أفضل عداء       | تصنيف أفضل عداء | تصنيف أفضل عداء | تصنيف أفضل عداء        | تصنيف أفضل عداء |
| العداء                | العداء          | البلد           | الفريق                 | النقاط          |
| --------------------- | --------------- | --------------- | ---------------------- | --------------- |
| 1                     | فيليكس إنغلهارت | ألمانيا         | Tirol-KTM Cycling Team |                 |
| مصدر: ProCyclingStats |                 |                 |                        |                 |

### تصنيف أفضل شاب
| تصنيف أفضل شاب        | تصنيف أفضل شاب    | تصنيف أفضل شاب | تصنيف أفضل شاب         | تصنيف أفضل شاب     |
| العداء                | العداء            | البلد          | الفريق                 | الوقت              |
| --------------------- | ----------------- | -------------- | ---------------------- | ------------------ |
| 1                     | جيفرسون سيبيدا    | الإكوادور      | Caja Rural-Seguros RGA | 18 س 38 دقيقة 31 ث |
| 2                     | أليخاندرو أوسوريو | كولومبيا       | Caja Rural-Seguros RGA | + 2 دقيقة 00 ث     |
| 3                     | Florian Lipowitz ‏ | ألمانيا        | Tirol-KTM Cycling Team | + 4 دقيقة 03 ث     |
| 4                     | Erik Fetter ‏      | المجر          | Eolo-Kometa            | + 8 دقيقة 03 ث     |
| 5                     | أتيلا فالتر       | المجر          | Groupama-FDJ           | + 9 دقيقة 13 ث     |
| مصدر: ProCyclingStats |                   |                |                        |                    |

## وصلات خارجية
- الموقع الرسمي
- لمحة عن سباق جيرو ديل ترينتينو 2021 على موقع  ProCyclingStats   (برو  سايكلنج  ستاتس) - إحصاءات  محترفي  الدراجات.
- جيرو ديل ترينتينو 2021 على موقع إحصائيات الدراجات الإحترافية (الإنجليزية)